# ウィノナ・リトルハート
ウィノナ・リトルハート（Winona Little Heart, 1955年9月5日 - 2020年5月9日）は、アメリカ合衆国の元女子プロレスラー。本名：ウィノナ・バークレー（Winona Barkley）。リングネームは他にザ・ロック（The Lock）、ウィニー・バークレーなど。

## 来歴
プロレスラー兼ブッカーであった“ダーティー”ディック・バークレーの娘。1977年デビュー。ウィノナ・リトルハートを名乗り、フリンジベストと羽毛の付け毛でネイティブアメリカンのギミックとして活動する。
1979年、全日本女子プロレスの日米対抗リーグ戦にウィニー・バークレーとして初来日。ジャッキー佐藤と一騎討ちも行っている。
プリンセス・リトルハートを名乗り、1980年にNWA全米女子王座獲得。
1970年代末期から1980年代中期までWWFにもウィノナ・リトルハートとして参戦。ファビュラス・ムーラやジュディ・マーチンと抗争を繰り広げた。また、ムーラのレスリングスクールでトレーナーとしてウェンディ・リヒターの指導を補助。
1985年にはレイラニ・カイが持つWWF女子王座にも挑戦。
バリー・ウインダム、ケンドール・ウインダムの友人シンディ・ルーとしてFCWにも参戦。ケビン・サリバンに攫われザ・ロックに改名。モヒカン刈りと奇抜なコスチューム、フェイスペイントでArmy of Darknessに加入。フォーリン・エンジェル、ルナ・バションも加わっている。「The Daughters of Darkness」と呼ばれた。バションとのタッグでジャパン女子プロレスにも来日。
引退後の1987年、ナスティ・サベージのアルバムにバックコーラスとして参加。
2020年5月9日に死去。64歳没。

## タイトル
- NWA全米女子王座